# Vidéo enrichie
Une vidéo enrichie ou vidéo Richmedia est un contenu audiovisuel donnant accès à des sources de contenus complémentaires.

## Application
Il existe différentes façons d'enrichir un contenu vidéo, la première étant de permettre l'ajout de liens, ou de Tags à l'exemple de la plateforme d'hébergement et de diffusion de vidéos YouTube.
Une seconde manière d'enrichir un contenu vidéo est d'utiliser un lecteur adapté, dits « lecteur de vidéos interactives » à l'exemple du lecteur SmartCast développé pour la campagne de François Hollande aux élections présidentielles de 2012. Ce type de lecteur permet la consultation des contenus complémentaires en les suggérant en dehors de l'espace dédié à la consultation d'un contenu principal.

## Historique
Les études sur le Richmedia datent du début des années 1990. YouTube fut la première plateforme d’hébergement et de diffusion de vidéo à permettre l'ajout d'information sur les contenus hébergés. Permettant, dès lors, la conception de Films dont vous êtes le héros (exemple : film publicitaire Hells Pizza).
La première vidéo politique enrichie en France est réalisée pour la campagne de François Hollande à l'élection présidentielle de 2012.